# Anastase Ier d'Akori
Pour les articles homonymes, voir Anastase Ier et Anastase.
Anastase Ier d'Akori ou Anastas Ier Akoṙec‘i (en arménien Անաստաս Ա Ակոռեցի) est catholicos de l'Église apostolique arménienne de 661 à 667.

## Biographie
Anastas ou Anastase est originaire d’Akori dans le canton de Masiats-oten (ou Masiatsun dans la province d'Ayrarat). Il est appelé à succéder au catholicos Nersès III le Bâtisseur. Son pontificat correspond au rétablissement du protectorat arabe sur l’Arménie par le calife Muawiya Ier et au début du règne du prince d’Arménie Grigor Ier Mamikonian, avec lequel il travaille en étroite collaboration.
Anastase Ier met à profit cette période paisible pour faire entreprendre par le computiste Anania de Shirak un Chronicon dans lequel il améliore le calendrier arménien. Le catholicos se prépare à réunir un synode pour faire adopter cette réforme lorsqu’il meurt brutalement.